# Селище відділення № 1 радгоспу «АМО»
Селище № 1 радгоспу «АМО» (рос. отделения № 1 совхоза «АМО») — селище у Новоаннінському районі Волгоградської області Російської Федерації.
Населення становить 98 осіб. Входить до складу муніципального утворення Амовське сільське поселення.

## Історія
Селище розташоване у межах українського історичного та культурного регіону Жовтий Клин.
Згідно із законом від 21 грудня 2004 року № 970-ОД органом місцевого самоврядування є Амовське сільське поселення.

## Населення
| 2010 |
| ---- |
| 98   |